# HMS H32
Pour les articles homonymes, voir H32.
Le HMS H32 est un sous-marin de classe H construit pour la Royal Navy par Vickers Limited à Barrow-in-Furness, dans le cadre du groupe 3. Il est entré en service en 1919 et a servi pendant la Seconde Guerre mondiale, ce qui n’arriva qu’à sept sous-marins de cette classe. Au cours de la semaine du navire de guerre en 1942, le H32 a été adopté par la ville de Lydney (Gloucestershire). Le sous-marin a été vendu à la ferraille en 1944.

## Conception
Le H32 est un sous-marin de type Holland 602, mais il a été conçu pour répondre aux spécifications de la Royal Navy. Comme tous les sous-marins britanniques de classe H postérieurs au HMS H20, le H32 avait un déplacement de 440 tonnes en surface, et de 500 t en immersion. Il avait une longueur totale de 52 m, un maître-bau de 4,67 m, et un tirant d'eau de 3,81 m.
Il était propulsé par un moteur Diesel d’une puissance de 480 ch (360 kW) et par deux moteurs électriques fournissant chacun une puissance de 320 ch (240 kW). Le sous-marin avait une vitesse maximale en surface de 13 nœuds (24 km/h). En utilisant ses moteurs électriques, le sous-marin pouvait naviguer en immersion à 11 nœuds (20 km/h). Il transportait normalement 18,1 tonnes de carburant, mais il avait une capacité maximale de 20 tonnes. Les sous-marins britanniques de classe H post-H20 avaient un rayon d'action de 2 985 milles marins (5 528 km) à la vitesse de 7,5 nœuds (13,9 km/h) en surface,.
Le H32 était armé d’un canon antiaérien et de quatre tubes lance-torpilles de 21 pouces (533 mm) montés dans la proue. Il emportait huit torpilles. Son effectif était de vingt-deux membres d’équipage.

## Engagements
Le H32 a été construit par Vickers Limited à Barrow-in-Furness. Sa quille a été posée le 20 avril 1917 et il a été lancé le 19 novembre 1918,. Il est mis en service le 14 mai 1919.
Au moment de sa mise en service, le HMS H32 a été assigné comme annexe au navire ravitailleur de sous-marins HMS Maidstone. Le sous-marin a également été le premier bateau de la Royal Navy à être équipé du système de capteurs sous-marins ASDIC (Anti Submarine Detector Investigation Committee). Au début de la Seconde Guerre mondiale, le H32 était membre de la 6e flottille sous-marine. Du 26 au 29 août 1939, la flottille se déploie sur ses bases du temps de guerre à Dundee et à Blyth. À partir du 22 mars 1941, la Royal Navy et les Alliés commencent à déployer des sous-marins au large de Brest, en France, pour empêcher les croiseurs de bataille allemands Gneisenau et Scharnhorst de quitter le port. Le H32 faisait partie des sous-marins affectés à ces patrouilles.
Le HMS H32 a été vendu à la ferraille à Troon le 18 octobre 1944.